# نشان‌های دولتی جمهوری اسلامی ایران
نشان‌های دولتی جمهوری اسلامی ایران مجموعه‌ای از نشان‌های رسمی کشوری است که از سوی دولت جمهوری اسلامی ایران اعطا می‌گردد. این نشان‌ها ترکیبی از نماد نشان و لوازم جانبی آن هستند که با عنوان نشان افتخار شناخته می‌شوند. دریافت‌کنندگان اجازه خواهند داشت که این نشان‌ها را بر روی لباس خود مطابق دستورالعمل خاص هر نشان نصب کنند. اعطای نشان‌های دولتی با وقوع انقلاب اسلامی متوقف شده بود. مقررات فعلی اعطای نشان‌های دولتی در ۲۷ آبان ۱۳۶۹ توسط دولت پنجم تصویب شده‌است.

## دسته‌بندی نشان‌ها

### نشان‌های عالی
| نام                | درجه‌ها | نشانه‌نما | نوع        | اولین اعطا     | دریافت‌کنندگان |
| ------------------ | ------ | -------- | ---------- | -------------- | --- |
| نشان انقلاب اسلامی | —      |          | مدال       | ۱۲ مرداد ۱۳۷۶  | پس از تنفیذ حکم ریاست‌جمهوری، به رئیس‌جمهور تعلق می‌گیرد. |
| نشان استقلال       | —      |          | روبان بزرگ | ۲ تیر ۱۳۷۶     | به کسانی اعطا می‌شود که با قبول مسئولیت‌های مهم، تلاش همه‌جانبه در تبیین اصول و مواضع، ابتکارات شایان توجه در نیل به خودکفایی و استقلال در زمینه‌های مختلف، رهانیدن نظام از خطرات احتمالی، کمک به اشاعه جهانی مبانی فکری انقلاب اسلامی و خدمات دیگر در مقاطع حساس و سرنوشت‌ساز، برای به ثمر رساندن اهداف نظام جمهوری اسلامی ایران نقش اساسی ایفا کرده‌اند. |
| نشان آزادی         | —      |          | روبان بزرگ | —              | به کسانی اعطا می‌شود که دارای یکی از نشان‌های درجه یک عمومی یا تخصصی باشند و همچنان در جهت به ثمر رساندن اهداف نظام اسلامی ابراز شایستگی می‌نمایند. |
| نشان جمهوری اسلامی | درجه ۱ |          | روبان بزرگ | ۸ مرداد ۱۳۸۵   | به رؤسا و دیگر مسئولان کشورهای خارجی، عالی‌ترین مقام اجرائی سازمان‌های بین‌المللی و یا شخصیت‌های برجسته فرهنگی، سیاسی و بین‌المللی اعطا می‌شود |
| نشان جمهوری اسلامی | درجه ۲ |          | نماد نشان  | —              | به رؤسا و دیگر مسئولان کشورهای خارجی، عالی‌ترین مقام اجرائی سازمان‌های بین‌المللی و یا شخصیت‌های برجسته فرهنگی، سیاسی و بین‌المللی اعطا می‌شود |
| نشان جمهوری اسلامی | درجه ۳ |          | مدال نواری | ۱۵ شهریور ۱۳۹۱ | به رؤسا و دیگر مسئولان کشورهای خارجی، عالی‌ترین مقام اجرائی سازمان‌های بین‌المللی و یا شخصیت‌های برجسته فرهنگی، سیاسی و بین‌المللی اعطا می‌شود |

### نشان‌های تخصصی
| نام                 | درجه‌ها | نشانه‌نما   | نوع              | اولین اعطا       | دریافت‌کنندگان |
| ------------------- | ------ | ---------- | ---------------- | ---------------- | ------------- |
| نشان دانش           | درجه ۱ |            | مدال نواری       | ۲۵ دی ۱۳۷۳       | .             |
| نشان دانش           | درجه ۲ | مدال نواری | ۲۸ اردیبهشت ۱۳۷۶ |                  | .             |
| نشان دانش           | درجه ۳ | مدال نواری | ۲۱ مهر ۱۳۸۳      |                  | .             |
| نشان پژوهش          | درجه ۱ |            | مدال نواری       | ۱۳ اردیبهشت ۱۳۷۴ | .             |
| نشان پژوهش          | درجه ۲ | مدال نواری | ۲۸ اردیبهشت ۱۳۷۶ |                  | .             |
| نشان پژوهش          | درجه ۳ | مدال نواری | ۲۵ دی ۱۳۷۳       |                  | .             |
| نشان لیاقت و مدیریت | درجه ۱ |            | مدال نواری       | ۲۳ تیر ۱۳۸۴      | .             |
| نشان لیاقت و مدیریت | درجه ۲ | مدال نواری | ۳۰ آبان ۱۳۷۵     |                  | .             |
| نشان لیاقت و مدیریت | درجه ۳ | مدال نواری | ۲۵ دی ۱۳۷۳       |                  | .             |
| نشان عدالت          | درجه ۱ |            | مدال نواری       | ۶ تیر ۱۳۸۸       | .             |
| نشان عدالت          | درجه ۲ | مدال نواری | —                |                  | .             |
| نشان عدالت          | درجه ۳ | مدال نواری | ۴ تیر ۱۳۷۶       |                  | .             |

### نشان‌های عمومی
| نام                | درجه‌ها | نشانه‌نما   | نوع             | اولین اعطا       | دریافت‌کنندگان |
| ------------------ | ------ | ---------- | --------------- | ---------------- | ------------- |
| نشان سازندگی       | درجه ۱ |            | مدال نواری      | ۲۱ اسفند ۱۳۷۳    | .             |
| نشان سازندگی       | درجه ۲ | مدال نواری | ۵ اردیبهشت ۱۳۷۵ |                  | .             |
| نشان سازندگی       | درجه ۳ | مدال نواری | ۲۵ دی ۱۳۷۳      |                  | .             |
| نشان خدمت          | درجه ۱ |            | مدال نواری      | ۸ مهر ۱۳۷۸       | .             |
| نشان خدمت          | درجه ۲ | مدال نواری | ۲۵ دی ۱۳۷۳      |                  | .             |
| نشان خدمت          | درجه ۳ | مدال نواری | ۵ اردیبهشت ۱۳۷۵ |                  | .             |
| نشان کار و تولید   | درجه ۱ |            | مدال نواری      | ۵ اسفند ۱۳۷۹     | .             |
| نشان کار و تولید   | درجه ۲ | مدال نواری | ۱۷ فروردین ۱۳۷۴ |                  | .             |
| نشان کار و تولید   | درجه ۳ | مدال نواری | ۲۵ دی ۱۳۷۳      |                  | .             |
| نشان شجاعت         | درجه ۱ |            | مدال نواری      | ۳۱ مرداد ۱۳۷۵    | .             |
| نشان شجاعت         | درجه ۲ | مدال نواری | ۳۱ مرداد ۱۳۷۵   |                  | .             |
| نشان شجاعت         | درجه ۳ | مدال نواری | ۳۰ آبان ۱۳۷۵    |                  | .             |
| نشان ایثار         | درجه ۱ |            | مدال نواری      | ۲۵ دی ۱۳۷۳       | .             |
| نشان ایثار         | درجه ۲ | مدال نواری | ۱ مرداد ۱۳۷۴    |                  | .             |
| نشان ایثار         | درجه ۳ | مدال نواری | ۳۰ آبان ۱۳۷۵    |                  | .             |
| نشان تعلیم و تربیت | درجه ۱ |            | مدال نواری      | ۲۸ اردیبهشت ۱۳۷۶ | .             |
| نشان تعلیم و تربیت | درجه ۲ | مدال نواری | ۲۵ دی ۱۳۷۳      |                  | .             |
| نشان تعلیم و تربیت | درجه ۳ | مدال نواری | —               |                  | .             |
| نشان فرهنگ و هنر   | درجه ۱ |            | مدال نواری      | ۲۵ دی ۱۳۷۳       | .             |
| نشان فرهنگ و هنر   | درجه ۲ | مدال نواری | ۵ اسفند ۱۳۷۹    |                  | .             |
| نشان فرهنگ و هنر   | درجه ۳ | مدال نواری | ۱۸ تیر ۱۳۷۶     |                  | .             |
| نشان مهر           | درجه ۱ |            | روبان بزرگ      | —                | .             |
| نشان مهر           | درجه ۲ | روبان بزرگ | —               |                  | .             |
| نشان مهر           | درجه ۳ | روبان بزرگ | ۹ آبان ۱۳۷۵     |                  | .             |
| نشان ادب پارسی     | درجه ۱ |            | مدال نواری      | ۱۱ اسفند ۱۳۸۸    | .             |
| نشان ادب پارسی     | درجه ۲ | مدال نواری | —               |                  | .             |
| نشان ادب پارسی     | درجه ۳ | مدال نواری | —               |                  | .             |